# Friedrich Weinbrenner
Johann Jakob Friedrich Weinbrenner (Karlsruhe, 24 de noviembre de 1766-Karlsruhe, 1 de marzo de 1826) fue un arquitecto, urbanista y maestro de obras alemán del clasicismo.

## Biografía

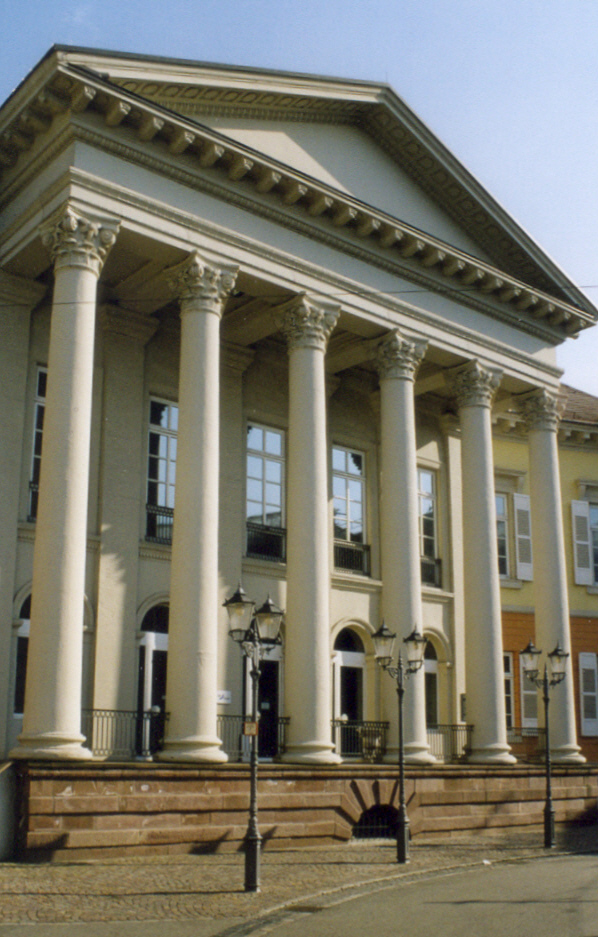
Palacio Margravial de Karlsruhe

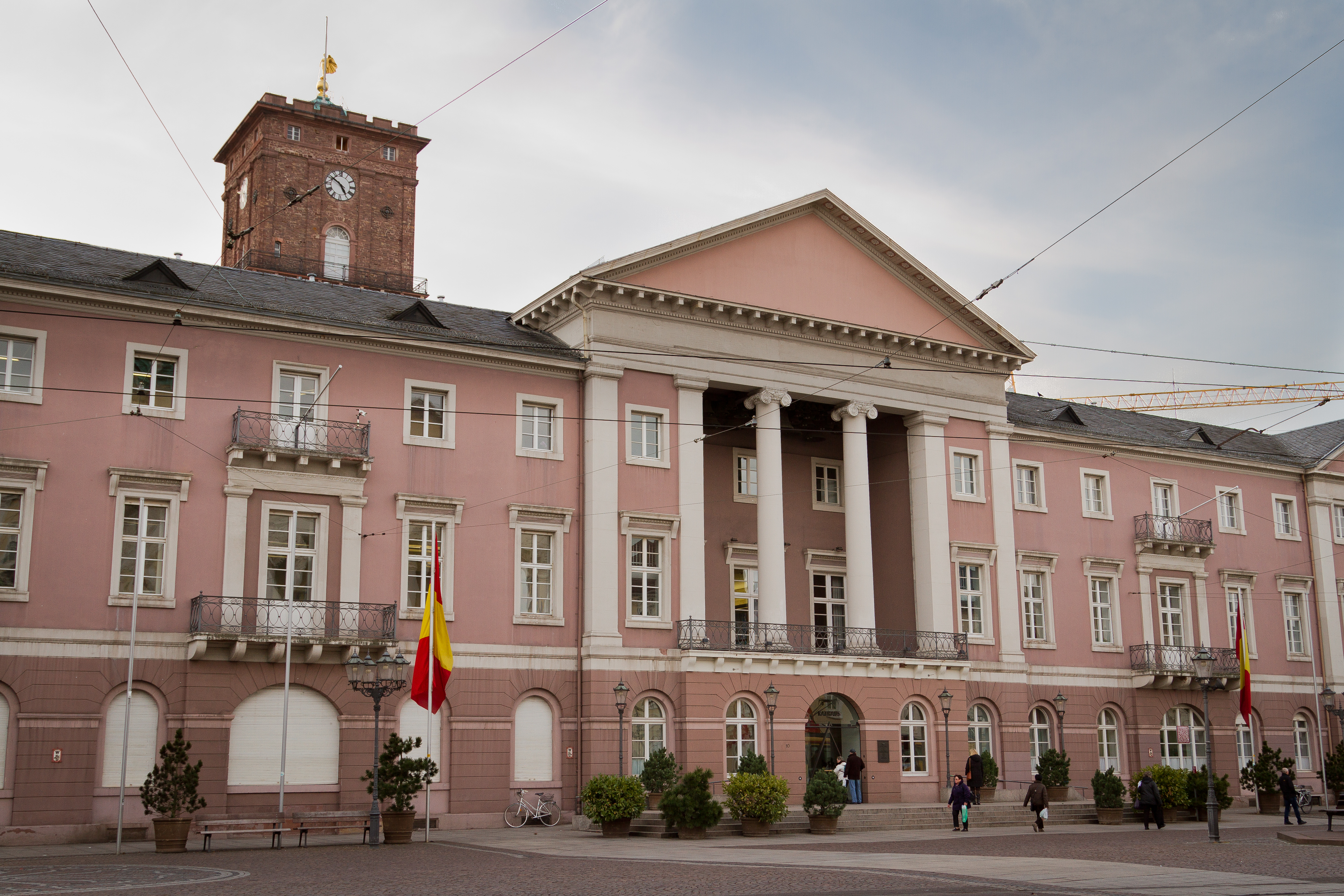
Ayuntamiento de Karlsruhe (1805-1825)

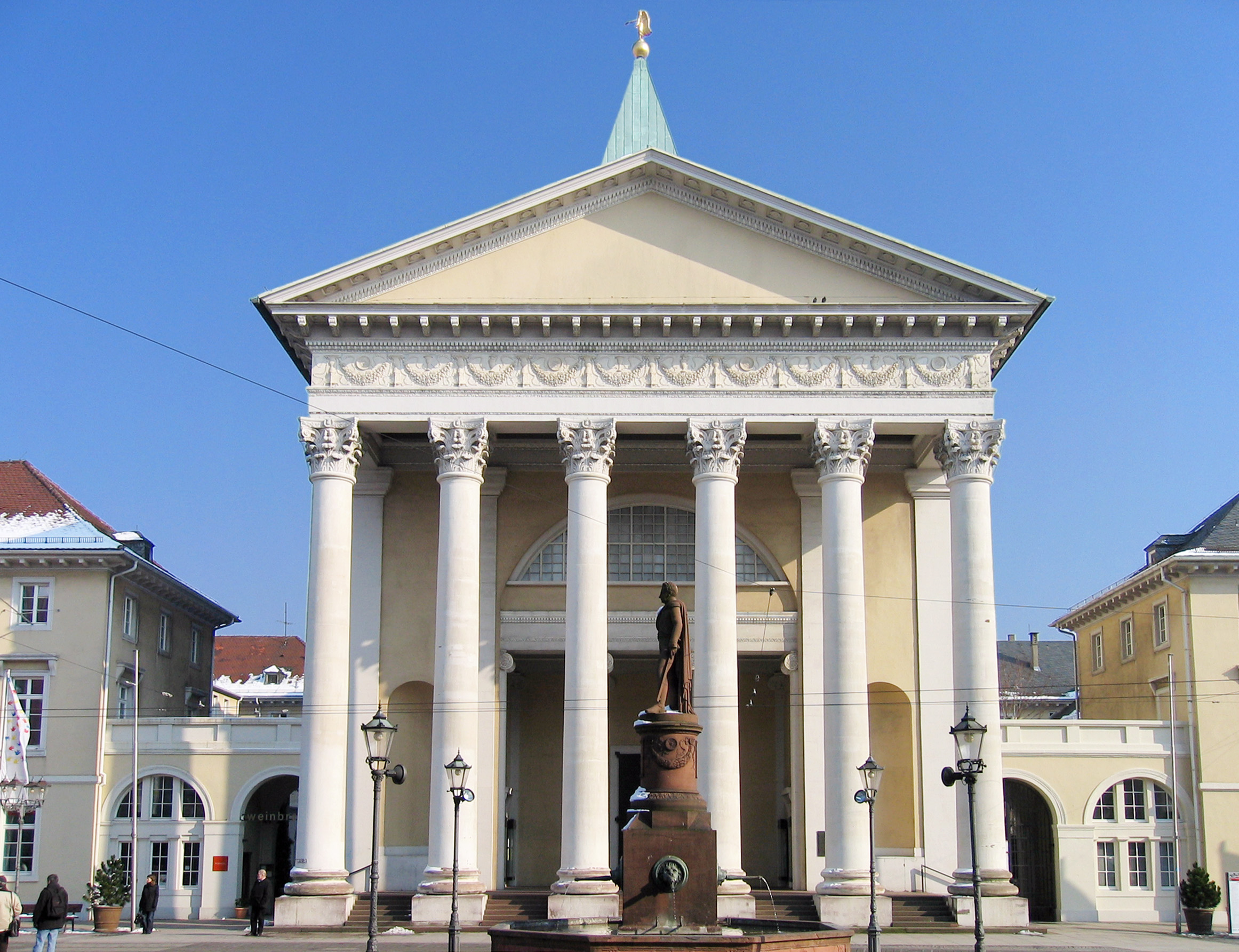
El pórtico de la Iglesia evangélica de Karlsruhe (1807-1816)

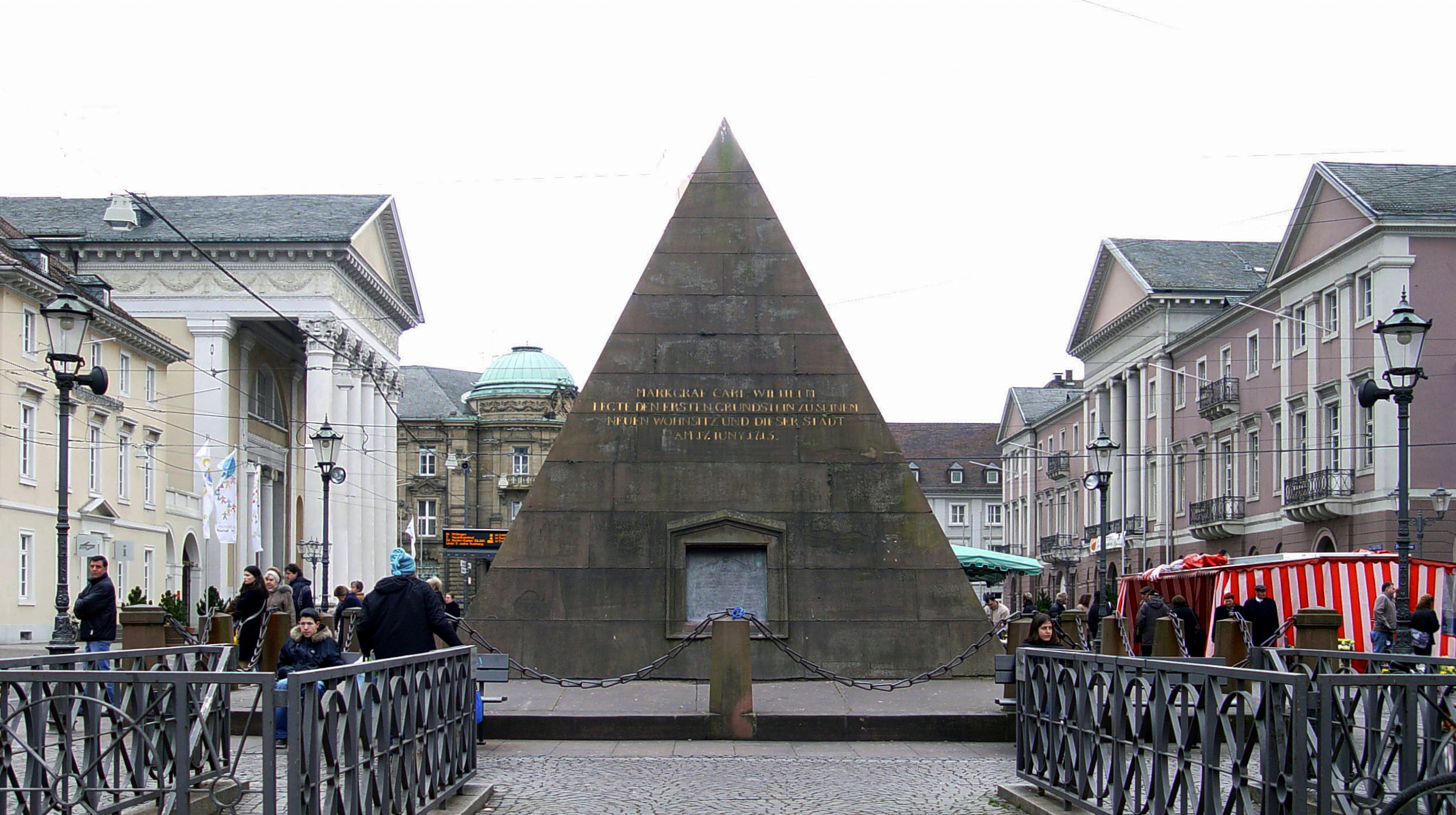
Plaza del mercado de Karlsruhe, con la Pirámide, la iglesia evangélica y el Ayuntamiento.

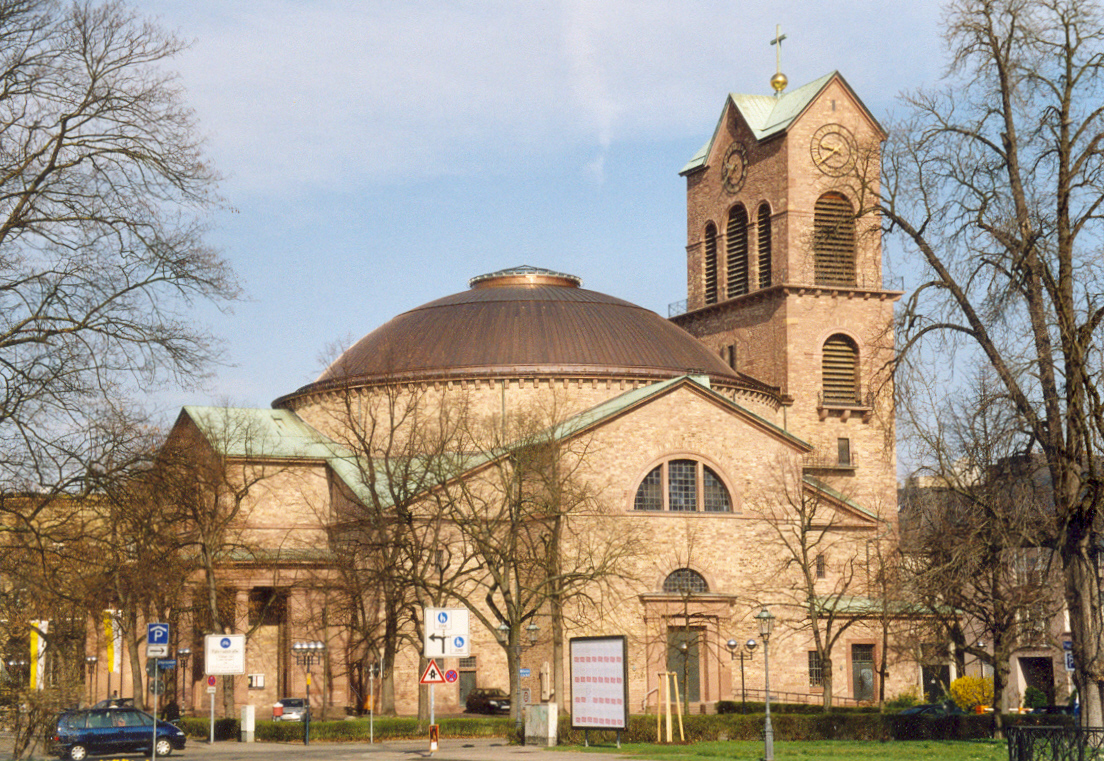
Iglesia católica de la ciudad de Sankt Stephan, Karlsruhe

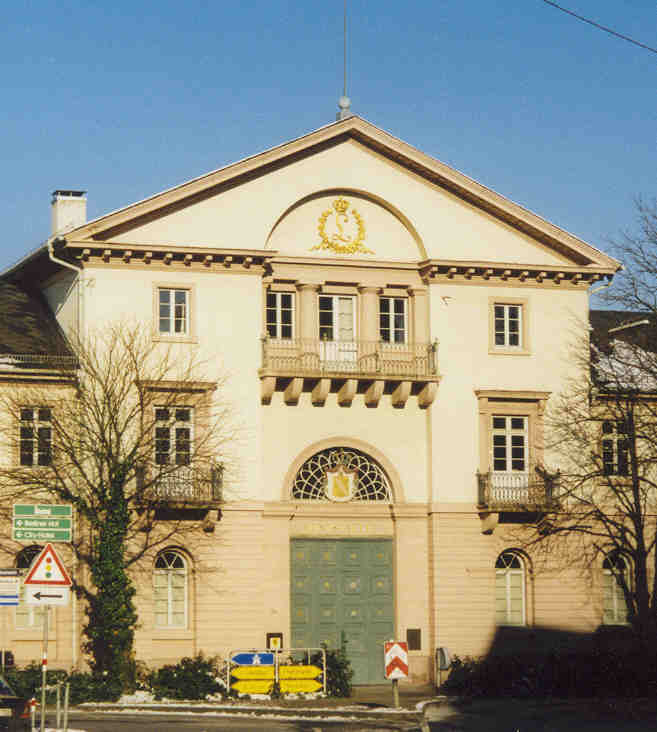
Casa de la Moneda de Karlsruhe

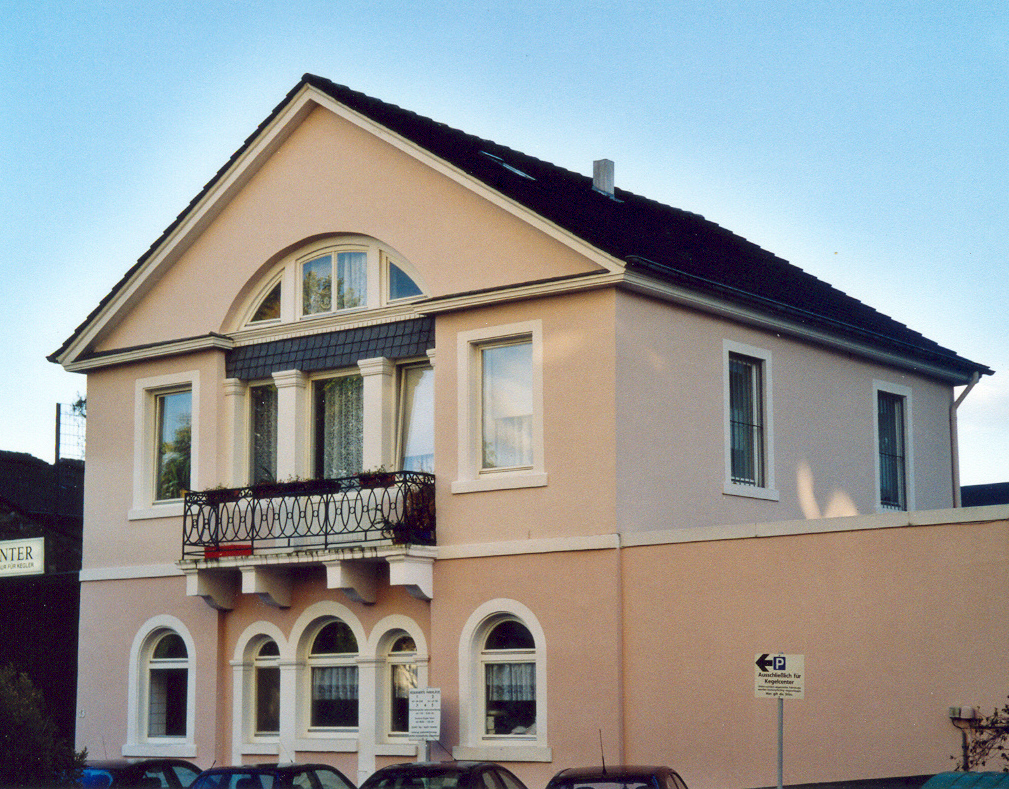
Antigua casa de paseo, Karlsruhe

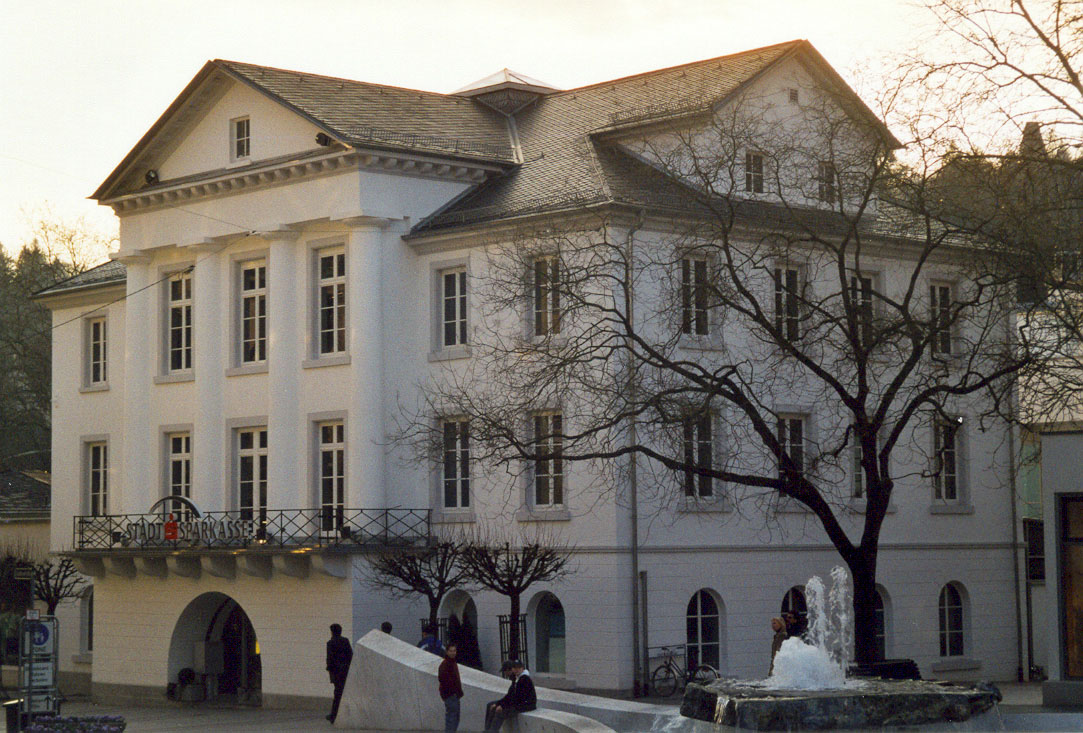
Villa Hamilton, Baden-Baden

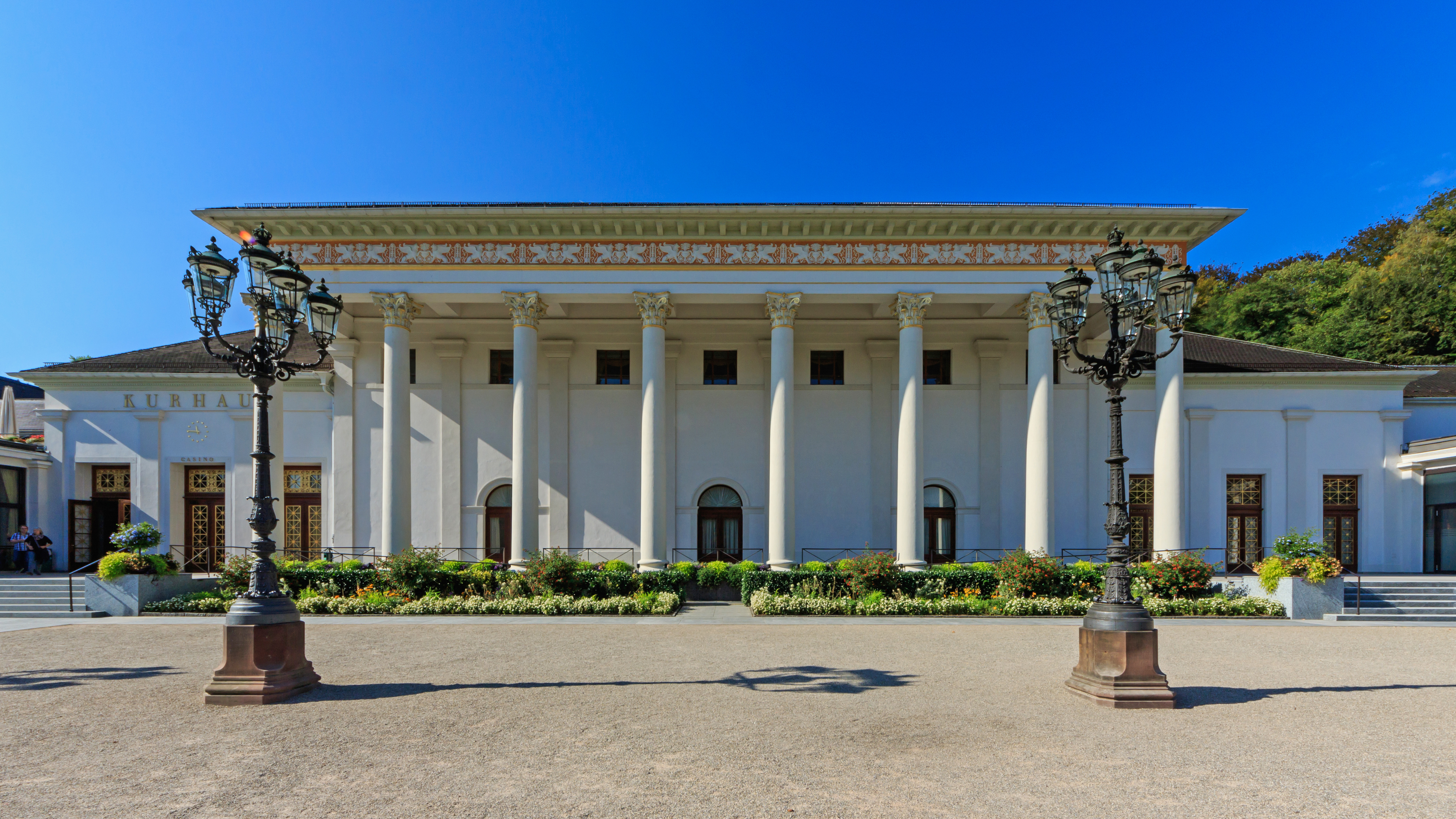
Kurhaus de Baden-Baden

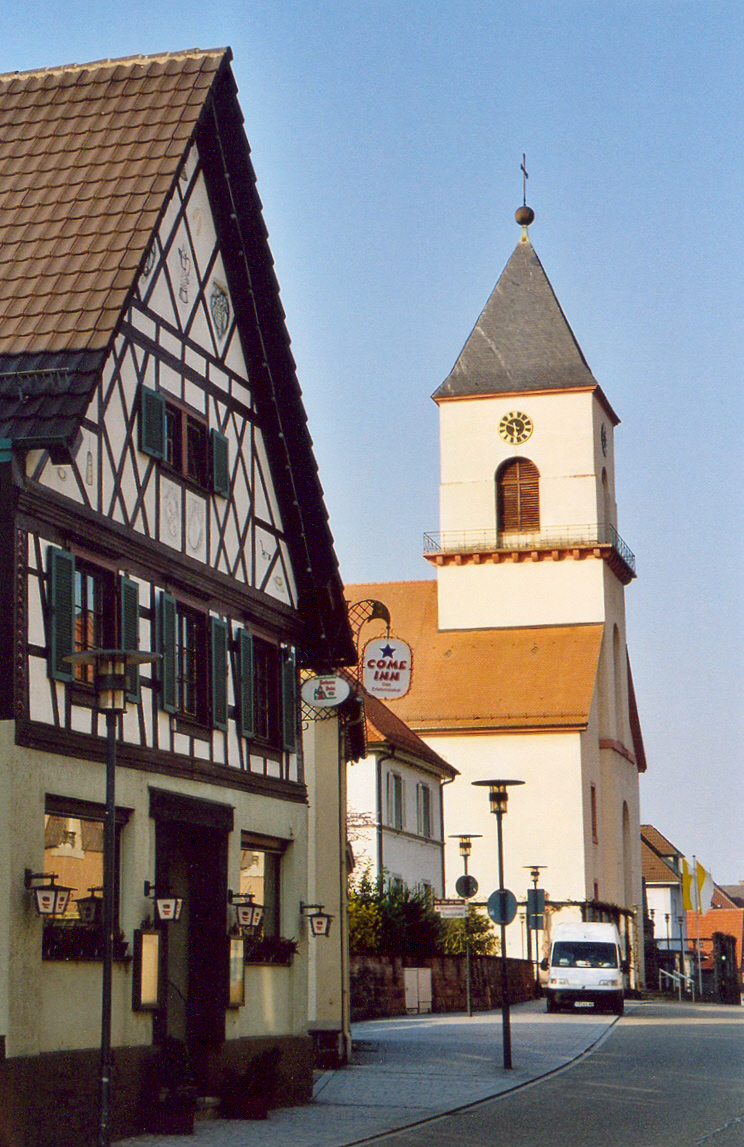
Iglesia Weinbrenner de Renchen

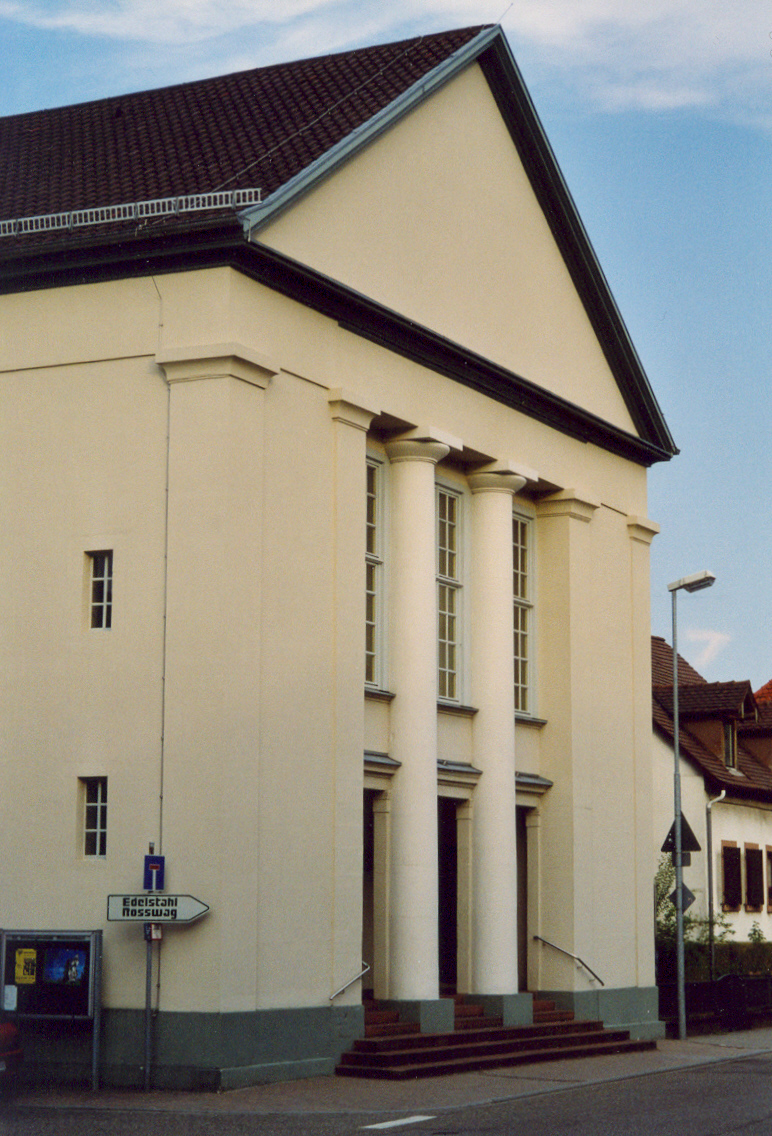
Iglesia en Kleinsteinbach

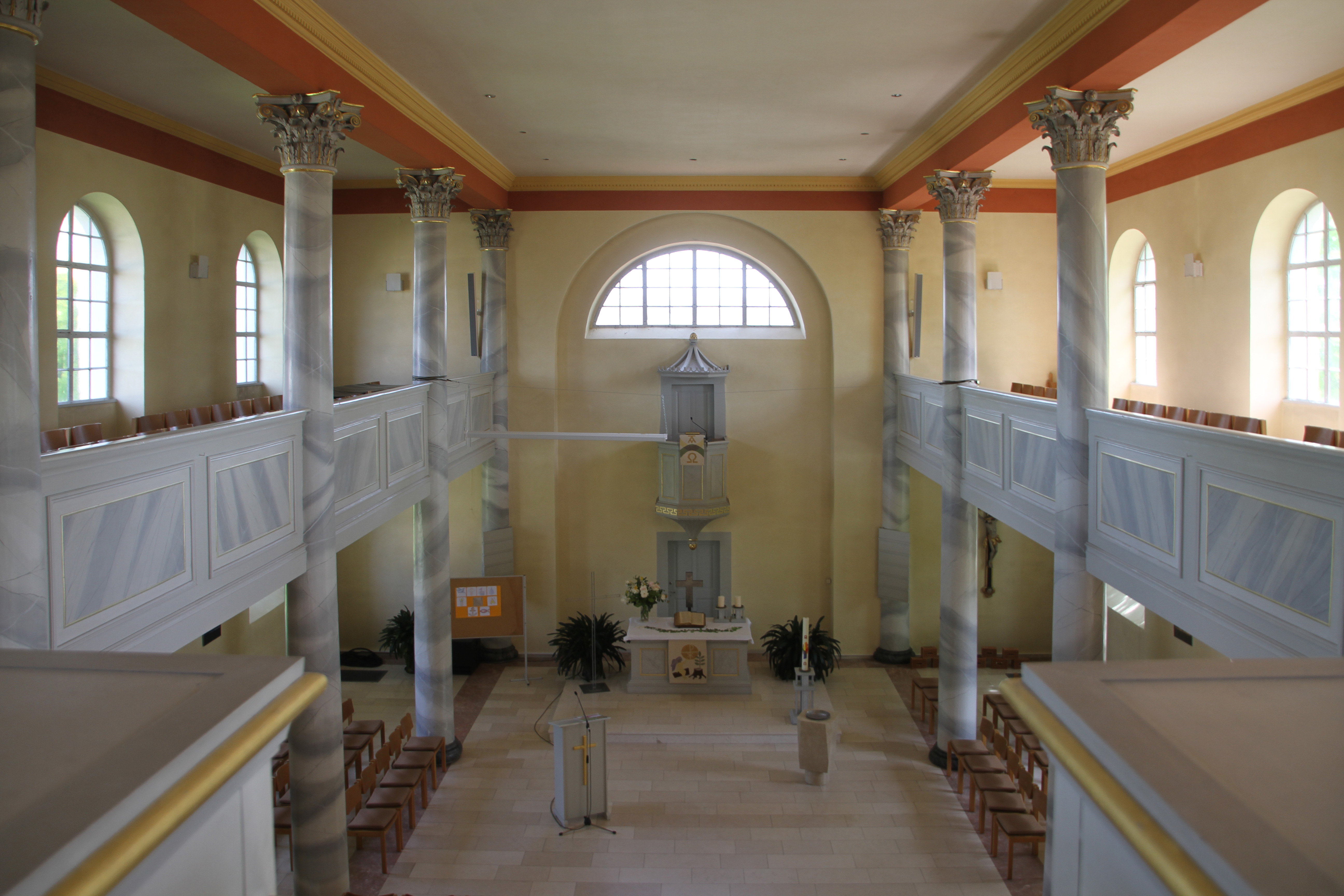
Iglesia en Scherzheim

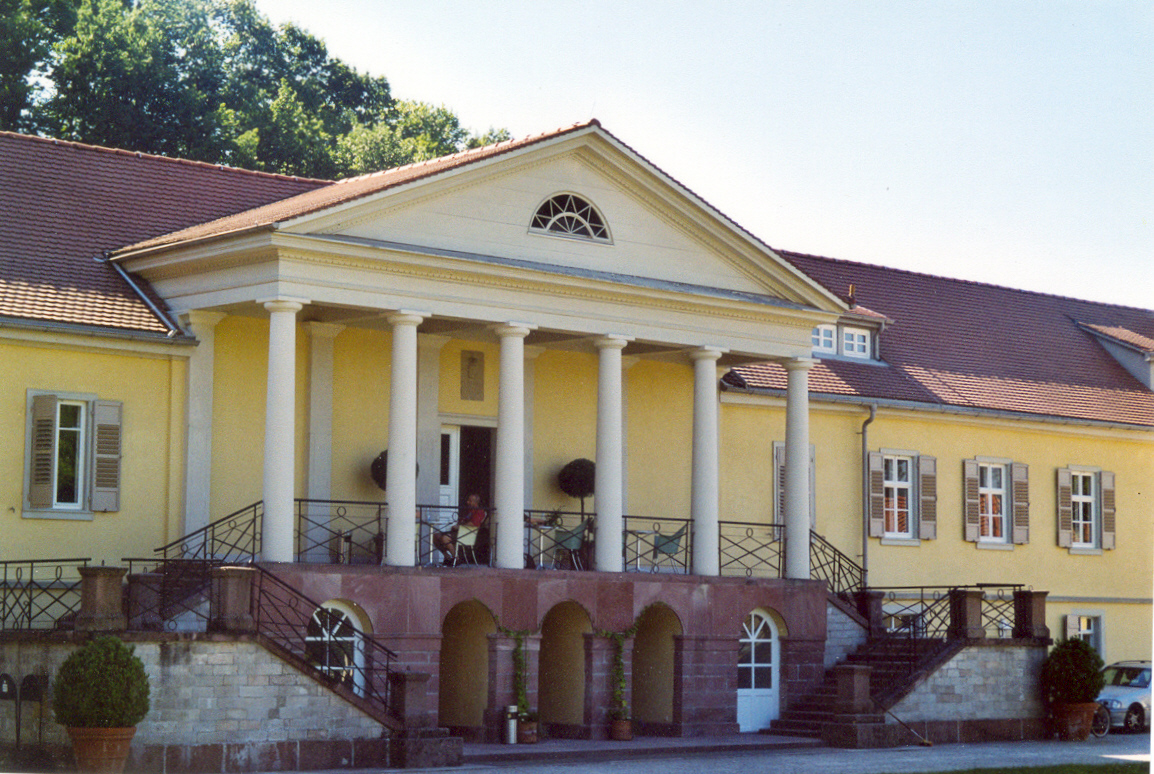
Castillo de Bad Rotenfels

Friedrich Weinbrenner era hijo del carpintero de la corte Johann Ludwig Weinbrenner en Karlsruhe y nieto del maestro carpintero de Hohenlohe, conocido en la región, Johann Friedrich Weinbrenner. A partir de 1780 completó un aprendizaje como carpintero en el negocio de carpintería de su padre. Al mismo tiempo, asistió al Liceo de Karlsruhe y tomó lecciones de dibujo técnico y artístico, así como asistió a clases para tocar varios instrumentos musicales. A partir de 1788, Weinbrenner trabajó como maestro de obras en Zúrich y Lausana. En 1790 llegó a Viena y decidió estudiar arquitectura, que completó en gran parte de forma autodidacta. En 1790/91 estudió en las academias de Viena y Dresde, en 1791/92 pasó varios meses estudiando en Berlín, lo que llamó la atención de Weinbrenner sobre la arquitectura antigua y el palladianismo inglés. Las amistades con arquitectos como Carl Gotthard Langhans (1732-1808), David Gilly (1748-1808) y Hans Christian Genelli (1763-1823) fueron formativas. En la academia asistió a las conferencias de Karl Philipp Moritz (1756-1793) sobre Estética y de Friedrich Christian Becherer (1747-1823) sobre  construcción de edificios.
El punto culminante de los años de formación fue un largo viaje de estudios intensivo a Italia, entre 1792 y 1797. En Roma, Weinbrenner se puso en contacto con el círculo de artistas en torno a Carl Ludwig Fernow  (1763-1808), quien más tarde le dedicó sus Römischen Studien ('Estudios romanos', en 3 volúmenes, publicados en Zúrich en 1806-1808). Realizó estudios arqueológicos en Roma, Pompeya y Herculano, viajó a Paestum y dibujó vistas y detalles de los edificios antiguos, así como veduten del paisaje cultural italiano. Hizo numerosos amigos y conocidos allí, incluidos Friedrich Bury (1763–1823), Asmus Jakob Carstens (1754-1798), Johann Erdmann Hummel  (1769-1852), Jacob Philipp Hackert  (1737-1807), Aloys Hirt (1759-1837), Angelika Kauffmann (1741-1807), Christoph Heinrich Kniep (1755-1825), Joseph Anton Koch (1768-1839), Heinrich Meyer  (1760-1832), Johann Christian Reinhart (1761-1847), Bertel Thorvaldsen (1770-1844), Nikolaus Friedrich von Thouret (1767-1845) y Alexander Trippel (1744-1793) pertenecía. Sobre todo, sus reconstrucciones de edificios a partir de fuentes de textos antiguos lo hicieron conocido en la comunidad artística romana y más allá. Al igual que en Berlín, Weinbrenner también trabajó en diseños para la expansión de su ciudad natal, la ciudad barroca ideal de Karlsruhe.
Después de regresar de Italia, trabajó primero en Karlsruhe, luego en Estrasburgo y en Hannover, donde fue puesto a cargo de la construcción. En Estrasburgo, Weinbrenner se casó el 29 de julio de 1798 (11 de Termidor, año 6 de la República) con Margaretha Salome Arnold, de 23 años (nacida el 28 de septiembre de 1774 en Estrasburgo, hija del maestro de obras de Estrasburgo Philipp Jacob Paul Arnold y Margaretha Salomé Zimmer) y así se convirtió en ciudadano francés. En el verano de 1800, Weinbrenner finalmente regresó a Karlsruhe, donde rápidamente hizo carrera. Desde 1801, se desempeñó como director de construcción de Baden, controló toda la industria de la construcción estatal y sus diseños sirvieron a constructores públicos y privados. En 1800 se convirtió en director de una escuela de construcción privada patrocinada por el estado, que se fusionó con la recién fundada Escuela Politécnica de Karlsruhe en 1825, la predecesora de la Universidad de Karlsruhe y el actual Instituto de Tecnología de Karlsruhe. Formó a más de cien alumnos, más que cualquier otro arquitecto de su época. Su actividad docente moldeó a varias generaciones de arquitectos que difundieron el «estilo Weinbrenner» (Weinbrenner-Stil) formador de escuelas en muchos otros länder, apoyado por la publicación de sus ideas arquitectónicas básicas y sus propios diseños. Además, escribió y publicó artículos muy aclamados sobre diversos temas, no solo arquitectónicos y arqueológicos, por ejemplo sobre el "Origen de los planetas y la formación de la tierra" ( „Entstehung der Planeten und die Ausbildung der Erde“) y la "transparencia del vidrio" („Durchsichtigkeit des Glases“. El estrecho contacto con su editor Johann Friedrich Cotta (1764–1832) le resultó útil.
También hizo una campaña eficaz para la preservación de los monumentos históricos. En 1802 intervino con éxito contra la demolición de la iglesia de la ciudad gótica tardía en Emmendingen y en 1808 la iglesia del monasterio clasicista temprano en Klosterkirche in Sankt Blasien. Con motivo de la demolición planificada de las torres de las  puertas medievales en Durlach, Kuppenheim y Baden-Baden, escribió la primera ordenanza alemana de protección de monumentos para el estado de Baden en marzo de 1812, que se emitió en abril. Diseñó algunos de los primeros proyectos de restauración, p. e., en. 1803 la reconstrucción del castillo de Eberstein en el valle de Murgy y la conversión de la Göttinger Paulinerkirche en Göttingen en biblioteca universitaria, en 1804 la seguridad de las ruinas del monasterio de Allerheiligen  cerca de Oppenau en la Selva Negra.
Su campo de actividad como arquitecto fue diverso. Pudo demostrar su valía más extensamente en las dos ciudades de Baden, Karlsruhe y Baden-Baden, donde desarrolló las principales características de la planificación urbana, amplió la red de carreteras e incluso participó en el diseño de espacios verdes y cursos de agua. Allí diseñó edificios públicos y privados, pero también transmitió pedidos a los empleados de la administración de su edificio o a los maestros de obras locales. Sobre la base de un plan de construcción general presentado en 1797, Weinbrenner trabajó en Karlsruhe durante décadas en la expansión del complejo urbano barroco. El Mercado con la iglesia evangélica de la ciudad (1807-1815) y el Ayuntamiento (1805-1825) en la Via Triumphalis, eje central norte-sur desarrollado es una de las plazas neoclásicas más llamativas de Europa. Fue parcialmente reconstruida después de los daños de la guerra a partir de 1950. Se crearon más planes de desarrollo y expansión, así como diseños de casas modelo para la residencia de Baden; la idea inicial de un asentamiento similar a una ciudad jardín al sur de la Ettlinger Tor no se implementó.
Su importancia para Baden-Baden es igual de grande, donde no solo diseñó el monumento mundialmente famoso de la ciudad con el Konversationshaus, sino también muchos otros edificios públicos y privados. Además, desarrolló el distrito de manantiales y baños, así como importantes nuevas conexiones de caminos y carreteras, incluido el paseo marítimo, que quería crear un anillo alrededor del casco antiguo, lo que tuvo éxito hasta una corta distancia debajo del castillo.

## Obras

### Edificios en Karlsruhe
La tarea principal de Friedrich Weinbrenner fue convertir la pequeña residencia margravial de Karlsruhe en la capital del estado de Baden, desde 1806 un gran ducado y un estado alemán de tamaño mediano. Además del urbanismo reglamentado, requería un gran número de nuevas edificaciones, públicas y privadas. Muchos de sus edificios fueron destruidos durante la Segunda Guerra Mundial, y algunos de ellos fueron reconstruidos, al menos en su forma externa, en los años de la posguerra.
Edificios individuales importantes:
- Sinagoga  (1798-1800, incendiada en 1871);
- Palacio Margravial en Rondellplatz (1803-1814, reconstrucción parcial 1960-1963);
- Teatro de la corte de Karlsruhe (Karlsruher Hoftheater) (1804-1808,  incendiado en 1847)
- Casa del general Beck (1805, destruida en la Segunda Guerra Mundial);
- Ayuntamiento (1805/06 y 1821-1825, extensa reconstrucción de las fachadas, interior muy cambiado);
- Iglesia evangélica de Karlsruhe, (1807-1816, reconstrucción de posguerra con un interior contemporáneo);
- Iglesia católica de la ciudad de San Esteban  («Panteón de Weinbrenner», 1808-1814, Wiederaufbau ohne Rekonstruktion des Innenraums 1951-1955);
- Ettlinger Tor (puerta sur de la ciudad, demolida a finales del siglo XIX);
- Stephanienbad en Karlsruhe-Beiertheim (1811, hoy utilizado como iglesia);
- Museum (1813-1814, incendiado en 1918);
- Mühlburger Tor (1817-1821, puerta de la ciudad occidental, parcialmente destruida en la Segunda Guerra Mundial, luego demolida);
- Ständehaus (1820-1822, destruida en 1944);
- Pirámide de Karlsruhe (1823-1825; mausoleo del margrave  Karl Wilhelm von Baden-Durlach y punto de referencia de la ciudad);
- Moneda (1826-1827);
- Templo de Weinbrenner (1802-1803).

Otros edificios:
- Amalienschlösschen (1801-1803, destruido en la II Guerra Mundial);
- Casa del Consejo de Estado Residencial  (1799-1800, destruida en la II Guerra Mundial);
- Torre gótica y gabinete de baño para Amalia de Hessen-Darmstadt (1802, demolida en el siglo XIX);
- Antigua Cancillería (1805-1816, muy modificada a partir del diseño de Weinbrenner);
- Marktplatz (desde 1809 –mitad norte, destruido en la II Guerra Mundial, reconstrucción parcialmente modificada de las fachadas)
- Casa del boticario Sommerschuh (1814, destruida en la II Guerra Mundial)
- Casa de Säckler Schnabel  (1815-1816, destruida en la II Guerra Mundial);
- Altes Promenadenhaus (1815, posteriormente modificado, hoy bolera);
- Casa del coleccionista Bodmer  (1815, destruida en la II Guerra Mundial)
- Palacio de la Margravina Friedrich, con Orangeria (demolido a finales del siglo XIX);
- Palacio de la ciudad en Inneren Zirkel (1816, atribuido a Weinbrenner);
- Casa Weltzien (1822–23,  atribuida a Weinbrenner)
- Casa de la fuente en Karlsruhe-Durlach (1822-1824)

### Edificios en Baden-Baden
A principios del siglo XIX, Baden-Baden experimentó un renovado auge como balneario. Como resultado, los nuevos edificios requeridos significaron que la ciudad se convirtió en el segundo centro del trabajo de Weinbrenner, junto con Karlsruhe. Debido a las conversiones y adiciones en la segunda mitad del siglo XIX, ninguno de los edificios que construyó se encuentra todavía en su estado original. Solo el frente del edificio central del Kurhauses  y partes de la Villa Hamilton aún se encuentran en su estado original.
- Antiquitätenhalle (1804, reemplazado por el baño de vapor de Heinrich Hübsch Dampfbad a mediados del siglo XIX);
- Hotel Badischer Hof (1807-1809, modificado por adiciones y conversiones neoclásicas);
- Villa Hamilton (1809, anteriormente el palacio de la ciudad de la gran familia ducal);
- Primera casa de conversación en el Colegio de los Jesuitas (1810–1812, hoy ayuntamiento, cambiado por ampliaciones y conversiones);
- Nueva Konversationshaus (1821-1825, modificada por adiciones y conversiones);
- Alte Trinkhalle (1822-1824, sitio detrás de la  Colegiata.  Reemplazado por un edificio en otro lugar de Bau an anderer Stelle de Heinrich Hübsch a mediados del siglo XIX ; no conservado).

### Más edificios
Con la excepción de los diseños del teatro para Leipzig (terminados, pero destruidos) y Düsseldorf (no realizados), el trabajo de Friedrich Weinbrenner como director de edificios en jefe de Baden fue únicamente para la capital de Baden, Karlsruhe, y sus alrededores. Su trabajo más al norte se puede encontrar en Heidelberg, el más al sur en Badenweiler. Este radio de acción relativamente pequeño puede explicarse por el hecho de que Weinbrenner entregó los dos distritos más importantes después de Karlsruhe, Mannheim y Freiburg im Breisgau, a los estudiantes que había formado. El propio Friedrich Weinbrenner solo trabajó en Karlsruhe y sus alrededores, el estilo Weinbrenner se extendió más allá del Gran Ducado de Baden. Otros edificios y planos de él y sus alumnos:
- Planificación de la reconstrucción (1798) así como Kornhaus (1798–1804) y oficina forestal (1803) en Gernsbach;
- Iglesia en Herbolzheim#Kultur und Sehenswürdigkeiten-Tutschfelden (1806);
- Iglesia en Appenweier-Urloffen;
- Schloss Bauschlott (terminado en 1809);
- Belvedere en Badenweiler (1813);
- Iglesia en Ettenheim-Münchweier;
- Arrendamiento Katharinental;
- Caserna en Heidelberg;
- Iglesia en Altvogtsburg (1820-1835);
- Iglesia evangélica en Friedrichstal (Stutensee) (1830);
- Iglesia en Kehl;
- Iglesia en Kleinsteinbach;
- Iglesia en Scherzheim;
- Iglesia simultánea St. Laurentius en Meißenheim-Kürzell (1829-1830);
- Iglesia en Neuried-Altenheim (1813/22)[6]
- Iglesia en Ortenberg (Baden);
- Iglesia en Renchen (1817);
- Ayuntamiento en Muggensturm;
- Ayuntamiento en Schopfheim (1826);
- Castillo de Rotenfels (1827);
- Castillo de Rohrbach (erigido alrededor de 1770, revisado), Heidelberg-Rohrbach;
- Iglesia en  Teningen (1826-1828);
- Iglesia en  Vörstetten (1803);
- Salón de baile en el Palacio de Donaueschingen (1826);

## Valoración
La construcción del Teatro de la Corte de Karlsruhe y la publicación de sus planos establecieron la reputación de Weinbrenner como experto en ese campo. Recibió órdenes de seguimiento desde fuera de las fronteras del país, p. e., en Leipzig y Düsseldorf. El lenguaje arquitectónico de Weinbrenner, su canon de formas que había adquirido esencialmente durante la época romana, encontró forma práctica en una variedad de proyectos de construcción a lo largo de su carrera activa de casi 30 años en el servicio civil de Baden. Casi todos los proyectos de Weinbrenner se realizaron bajo el dictado de circunstancias externas para ser económicos, la economía de la construcción fue un factor definitorio de su arquitectura. Su pesado vocabulario, en su mayoría reducido en las formas internas, se caracteriza por una falta de variantes a veces de aspecto frágil, lo que expuso los edificios de Weinbrenner a las críticas de los arquitectos posteriores, ya de orientación historicista, durante su vida. Una primera revaluación de su obra tuvo lugar con el libro Friedrich Weinbrenner: Sein Leben und seine Bauten (Friedrich Weinbrenner: su vida y edificios) publicado en 1926 por Arthur Valdenaire.
Una importante influencia de Weinbrenner se puede ver en Philadelphia, donde erminó en 1859 la colección de dibujos de Weinbrenner y algunos de sus alumnos de la propiedad de Wilhelm Thierry, director de construcción en Rudolstadt. Theodore Thierry (fall. en 1870), hijo del estudiante de Weinbrenner Ferdinand Thierry, trabajó en Philadelphia en la oficina de John Haviland desde 1833 .

## Estudiantes de Weinbrenner
En 1800, Weinbrenner se convirtió en director de una escuela de construcción privada patrocinada por el estado, que en 1825 pasó a formar parte de la recién fundada Escuela Politécnica de Karlsruhe (Polytechnischen Schule Karlsruhe), predecesora de la Universidad de Karlsruhe y del actual Instituto de Tecnología de Karlsruhe. Fueron muchos los estudiantes que surgieron de la escuela de construcción de Weinbrenner. Sobre todo, aseguraron que el propio estilo de Weinbrenner se difundiera por todo el país en el Gran Ducado de Baden.

- Christoph Arnold, sobrino de Weinbrenner, hermano de Friedrich Arnold, trabajó como maestro de obras de distrito en el área de Friburgo
- Friedrich Arnold, sobrino de Weinbrenner, hermano de Christoph Arnold
- Josef Berckmüller, funcionario de construcción del Gran Ducado de Baden
- Carl Boos, funcionario de construcción de Nasáu, activo en Wiesbaden
- Karl Brenner, iactivo en el norte de Baden;
- Jacob Friedrich Dyckerhoff, activo en el área de Mannheim;
- Friedrich Eisenlohr, alumno de Arnold y luego asistente de Hübsch;
- Hermann Peter Fersenfeldt, arquitecto y profesor universitario en Hamburgo;
- Friedrich Theodor Fischer, activo en Karlsruhe y sus alrededores;
- Wilhelm Frommel, activo en el área de Mannheim;* Heinrich Hübsch, sucesor directo de Weinbrenner como jefe del departamento de construcción de Baden;
- Gottlieb Lumpp, activo en el área de Kaiserstuhl, Breisgau y la Selva Negra;
- Johann Philipp Mattlener (fall. en1857), arquitecto en el Palatinado y en Baviera;[8]
- Georg Moller, director de construcción y director de la corte del  Gran Ducado de Hesse-Darmstadt;
- Ignaz Opfermann, maestro de obras provincial de la provincia de Rheinhessen en el Gran Ducado de Hesse-Darmstadt;[9]
- Karl August Schwarz, activo en la región de Bruchsal;
- Ferdinand Thierry, activo en Heidelberg y sus alrededores;
- Wilhelm Thierry, activo en Rudolstadt;
- Wilhelm Vierordt, activo en el área de Rastatt;
- Hans Voß, hijo de Johann Heinrich Voß, primero trabajó en el área de Lahr, luego en los distritos de Offenburg y Freiburg;
- Johann Ludwig Weinbrenner,  sobrino de Weinbrenner.

## Publicaciones (selección)
- Über Theater in architectonischer Hinsicht, Tübingen 1809
- Architektonisches Lehrbuch Teil 1 Geometrische Zeichnungs-, Licht- uns Schattenlehre, Tübingen 1810[–1811]; Teil 2 Perspectivische Zeichnungslehre Tübingen 1817 [-1824] Teil 1 und 2 (PDF; 27,1 MB); Teil 3: Über die Höhere Baukunst. Karlsruhe 1819 [–1825], Digitalisat Heidelberg, (PDF; 22,3 MB), Tafeln Band 1–3, unvollständig (PDF; 33,4 MB)
- Ausgeführte und projectirte Gebäude. Carlsruhe [u. a.]: Marx, 4 Hefte erschienen Karlsruhe 1822–35. Digitalisierte Ausgabe der Universitäts- und Landesbibliothek Düsseldorf
  - (Reprint mit einem Kommentar von Wulf Schirmer, C. F. Müller, Heidelberg 1978)
- Kurzgefaßte Geschichte meiner künstlerischen Bildung, in: Zeitgenossen 3. Reihe, 1. Bd., H. 4, Leipzig 1829, S. 65–74
- Denkwürdigkeiten aus seinem Leben, von ihm selbst geschrieben, hrsg. v. Aloys Schreiber, Heidelberg 1829.
- Architektonisches Lehrbuch, bearbeitet von Ulrich Maximilian Schumann (= Friedrich Weinbrenner und die Weinbrenner-Schule, Band 7). Bad Saulgau: Triglyph-Verlag, 2015. ISBN 978-3-944258-03-4
- Worte und Werke, bearbeitet von Ulrich Maximilian Schumann (= Friedrich Weinbrenner und die Weinbrenner-Schule, Band 8). Bad Saulgau: Triglyph-Verlag, 2017. ISBN 978-3-944258-05-8